# Scindapsus scortechinii
Scindapsus scortechinii — вид квіткових рослин із родини кліщинцевих (Araceae), роду Scindapsus. Це ліана, рідним ареалом якої є Бангладеш, п-в Малайзія, Таїланд.